# WNBA 2005
Die Saison 2005 war die neunte reguläre Saison der Women’s National Basketball Association (WNBA).
Der neunte WNBA Draft fand am 16. April 2005 in den NBA Entertainment Studios in Secaucus, New Jersey, Vereinigte Staaten statt.
Die WNBA Meisterschaft gewannen erstmals die Sacramento Monarchs, die in der Finalserie die Connecticut Sun mit 3–1 besiegten. Monarchs Center Yolanda Griffith wurde zum Finals-MVP ernannt.

## Draft
- Hauptartikel: WNBA Draft 2005

Der neunte WNBA Draft fand am 16. April 2005 in den NBA Entertainment Studios in Secaucus, New Jersey, Vereinigte Staaten statt.
Als ersten Pick zogen die Charlotte Sting die US-Amerikanerin Janel McCarville. Danach wählte Indiana auf dem zweiten Platz Tan White, gefolgt von Sandora Irvin auf dem dritten Platz, die von den Phoenix Mercury ausgewählt wurde. Insgesamt sicherten sich die 13 Franchises die Rechte an 39 Spielerinnen. Den Hauptanteil mit 38 Spielerinnen stellten die Vereinigten Staaten.

### Top-5-Picks
Abkürzungen: Pos = Position, G = Guard, F = Forward, C = Center

| #  | Spielerin        | Nationalität                   | Pos | WNBA-Mannschaft          | College/Profi-Team           |
| -- | ---------------- | ------------------------------ | --- | ------------------------ | ---------------------------- |
| 1. | Janel McCarville | Vereinigte Staaten             | C   | Charlotte Sting          | University of Minnesota      |
| 2. | Tan White        | Vereinigte Staaten             | G   | Indiana Fever            | Mississippi State University |
| 3. | Sandora Irvin    | Vereinigte Staaten             | F   | Phoenix Mercury          | Texas Christian University   |
| 4. | Kendra Wecker    | Vereinigte Staaten             | F   | San Antonio Silver Stars | Kansas State University      |
| 5. | Sancho Lyttle    | St. Vincent und die Grenadinen | C   | Houston Comets           | University of Houston        |

## Reguläre Saison

### Abschlusstabellen
Abkürzungen: Pl.=Platz, Sp. = Spiele, S = Siege, N = Niederlagen, GB = Spiele hinter dem Führenden der Conference
Erläuterungen:       = Playoff-Qualifikation,       = Conference-Sieger
| Pl. | Eastern Conference | Sp. | S  | N  | Siege in % | GB | Heim | Auswärts |
| --- | ------------------ | --- | -- | -- | ---------- | -- | ---- | -------- |
| 1.  | Connecticut Sun    | 34  | 26 | 8  | 76,5       | –  | 14:3 | 12:5     |
| 2.  | Indiana Fever      | 34  | 21 | 13 | 61,8       | 5  | 14:3 | 7:10     |
| 3.  | New York Liberty   | 34  | 18 | 16 | 52,9       | 8  | 10:7 | 8:9      |
| 4.  | Detroit Shock      | 34  | 16 | 18 | 47,1       | 10 | 12:5 | 4:13     |
| 5.  | Washington Mystics | 34  | 16 | 18 | 47,1       | 10 | 10:7 | 6:11     |
| 6.  | Charlotte Sting    | 34  | 6  | 28 | 17,6       | 20 | 5:12 | 1:16     |

| Pl. | Western Conference       | Sp. | S  | N  | Siege in % | GB | Heim | Auswärts |
| --- | ------------------------ | --- | -- | -- | ---------- | -- | ---- | -------- |
| 1.  | Sacramento Monarchs      | 34  | 25 | 9  | 73,5       | –  | 15:2 | 10:7     |
| 2.  | Seattle Storm            | 34  | 20 | 14 | 58,8       | 5  | 14:3 | 6:11     |
| 3.  | Houston Comets           | 34  | 19 | 15 | 55,9       | 6  | 11:6 | 8:9      |
| 4.  | Los Angeles Sparks       | 34  | 17 | 17 | 50,0       | 8  | 11:6 | 6:11     |
| 5.  | Phoenix Mercury          | 34  | 16 | 18 | 47,1       | 9  | 11:6 | 5:12     |
| 6.  | Minnesota Lynx           | 34  | 14 | 20 | 41,2       | 11 | 11:6 | 3:14     |
| 7.  | San Antonio Silver Stars | 34  | 7  | 27 | 20,6       | 18 | 5:12 | 2:15     |

## Playoffs

### Conference Semifinals (Runde 1)

#### Eastern Conference
| Connecticut Sun (1) – Detroit Shock (4) | Connecticut Sun (1) – Detroit Shock (4) | Connecticut Sun (1) – Detroit Shock (4) | Connecticut Sun (1) – Detroit Shock (4) | Connecticut Sun (1) – Detroit Shock (4) | Connecticut Sun (1) – Detroit Shock (4) | Connecticut Sun (1) – Detroit Shock (4) |
| Datum                                   | Auswärtsteam                            | Auswärtsteam                            | Heimteam                                | Heimteam                                | Bem.                                    |                                         |
| --------------------------------------- | --------------------------------------- | --------------------------------------- | --------------------------------------- | --------------------------------------- | --------------------------------------- | --------------------------------------- |
| 31. August                              | Connecticut                             | 73                                      | 62                                      | Detroit                                 |                                         |                                         |
| 2. September                            | Detroit                                 | 67                                      | 75                                      | Connecticut                             |                                         |                                         |
| Connecticut gewinnt die Serie mit 2:0.  |                                         |                                         |                                         |                                         |                                         |                                         |

| Indiana Fever (2) – New York Liberty (3) | Indiana Fever (2) – New York Liberty (3) | Indiana Fever (2) – New York Liberty (3) | Indiana Fever (2) – New York Liberty (3) | Indiana Fever (2) – New York Liberty (3) | Indiana Fever (2) – New York Liberty (3) | Indiana Fever (2) – New York Liberty (3) |
| Datum                                    | Auswärtsteam                             | Auswärtsteam                             | Heimteam                                 | Heimteam                                 | Bem.                                     |                                          |
| ---------------------------------------- | ---------------------------------------- | ---------------------------------------- | ---------------------------------------- | ---------------------------------------- | ---------------------------------------- | ---------------------------------------- |
| 30. August                               | Indiana                                  | 63                                       | 51                                       | New York                                 |                                          |                                          |
| 1. September                             | New York                                 | 50                                       | 58                                       | Indiana                                  |                                          |                                          |
| Indiana gewinnt die Serie mit 2:0.       |                                          |                                          |                                          |                                          |                                          |                                          |

#### Western Conference
| Sacramento Monarchs (1) – Los Angeles Sparks (4) | Sacramento Monarchs (1) – Los Angeles Sparks (4) | Sacramento Monarchs (1) – Los Angeles Sparks (4) | Sacramento Monarchs (1) – Los Angeles Sparks (4) | Sacramento Monarchs (1) – Los Angeles Sparks (4) | Sacramento Monarchs (1) – Los Angeles Sparks (4) | Sacramento Monarchs (1) – Los Angeles Sparks (4) |
| Datum                                            | Auswärtsteam                                     | Auswärtsteam                                     | Heimteam                                         | Heimteam                                         | Bem.                                             |                                                  |
| ------------------------------------------------ | ------------------------------------------------ | ------------------------------------------------ | ------------------------------------------------ | ------------------------------------------------ | ------------------------------------------------ | ------------------------------------------------ |
| 31. August                                       | Sacramento                                       | 75                                               | 72                                               | Los Angeles                                      |                                                  |                                                  |
| 2. September                                     | Los Angeles                                      | 63                                               | 81                                               | Sacramento                                       |                                                  |                                                  |
| Phoenix gewinnt die Serie mit 2:0.               |                                                  |                                                  |                                                  |                                                  |                                                  |                                                  |

| Seattle Storm (2) – Houston Comets (3) | Seattle Storm (2) – Houston Comets (3) | Seattle Storm (2) – Houston Comets (3) | Seattle Storm (2) – Houston Comets (3) | Seattle Storm (2) – Houston Comets (3) | Seattle Storm (2) – Houston Comets (3) | Seattle Storm (2) – Houston Comets (3) |
| Datum                                  | Auswärtsteam                           | Auswärtsteam                           | Heimteam                               | Heimteam                               | Bem.                                   |                                        |
| -------------------------------------- | -------------------------------------- | -------------------------------------- | -------------------------------------- | -------------------------------------- | -------------------------------------- | -------------------------------------- |
| 30. August                             | Seattle                                | 75                                     | 67                                     | Houston                                |                                        |                                        |
| 1. September                           | Houston                                | 67                                     | 64                                     | Seattle                                |                                        |                                        |
| 3. September                           | Houston                                | 75                                     | 58                                     | Seattle                                |                                        |                                        |
| Houston gewinnt die Serie mit 2:1.     |                                        |                                        |                                        |                                        |                                        |                                        |

### Conference Finals (Runde 2)
| Connecticut Sun (1) – Indiana Fever (2) | Connecticut Sun (1) – Indiana Fever (2) | Connecticut Sun (1) – Indiana Fever (2) | Connecticut Sun (1) – Indiana Fever (2) | Connecticut Sun (1) – Indiana Fever (2) | Connecticut Sun (1) – Indiana Fever (2) | Connecticut Sun (1) – Indiana Fever (2) |
| Datum                                   | Auswärtsteam                            | Auswärtsteam                            | Heimteam                                | Heimteam                                | Bem.                                    |                                         |
| --------------------------------------- | --------------------------------------- | --------------------------------------- | --------------------------------------- | --------------------------------------- | --------------------------------------- | --------------------------------------- |
| 8. September                            | Connecticut                             | 73                                      | 68                                      | Indiana                                 |                                         |                                         |
| 10. September                           | Indiana                                 | 67                                      | 77                                      | Connecticut                             |                                         |                                         |
| Connecticut gewinnt die Serie mit 2:0.  |                                         |                                         |                                         |                                         |                                         |                                         |

| Sacramento Monarchs (1) – Houston Comets (3) | Sacramento Monarchs (1) – Houston Comets (3) | Sacramento Monarchs (1) – Houston Comets (3) | Sacramento Monarchs (1) – Houston Comets (3) | Sacramento Monarchs (1) – Houston Comets (3) | Sacramento Monarchs (1) – Houston Comets (3) | Sacramento Monarchs (1) – Houston Comets (3) |
| Datum                                        | Auswärtsteam                                 | Auswärtsteam                                 | Heimteam                                     | Heimteam                                     | Bem.                                         |                                              |
| -------------------------------------------- | -------------------------------------------- | -------------------------------------------- | -------------------------------------------- | -------------------------------------------- | -------------------------------------------- | -------------------------------------------- |
| 8. September                                 | Sacramento                                   | 73                                           | 69                                           | Houston                                      |                                              |                                              |
| 10. September                                | Houston                                      | 67                                           | 77                                           | Sacramento                                   | OT                                           |                                              |
| Sacramento gewinnt die Serie mit 2:0.        |                                              |                                              |                                              |                                              |                                              |                                              |

### Finals (Runde 3)
| Connecticut Sun (E1) – Sacramento Monarchs (W1)                                      | Connecticut Sun (E1) – Sacramento Monarchs (W1) | Connecticut Sun (E1) – Sacramento Monarchs (W1) | Connecticut Sun (E1) – Sacramento Monarchs (W1) | Connecticut Sun (E1) – Sacramento Monarchs (W1) | Connecticut Sun (E1) – Sacramento Monarchs (W1) | Connecticut Sun (E1) – Sacramento Monarchs (W1) |
| Datum                                                                                | Auswärtsteam                                    | Auswärtsteam                                    | Heimteam                                        | Heimteam                                        | Bem.                                            |                                                 |
| ------------------------------------------------------------------------------------ | ----------------------------------------------- | ----------------------------------------------- | ----------------------------------------------- | ----------------------------------------------- | ----------------------------------------------- | ----------------------------------------------- |
| 14. September                                                                        | Sacramento                                      | 69                                              | 65                                              | Connecticut                                     |                                                 |                                                 |
| 15. September                                                                        | Sacramento                                      | 70                                              | 77                                              | Connecticut                                     | OT                                              |                                                 |
| 18. September                                                                        | Connecticut                                     | 55                                              | 66                                              | Sacramento                                      |                                                 |                                                 |
| 20. September                                                                        | Connecticut                                     | 55                                              | 62                                              | Sacramento                                      |                                                 |                                                 |
| Sacramento gewinnt die Serie mit 3:1. Yolanda Griffith wurde zum Finals-MVP ernannt. |                                                 |                                                 |                                                 |                                                 |                                                 |                                                 |

### WNBA-Meistermannschaft
(Teilnahme an mindestens einem Playoff-Spiel)
| WNBA Meister Sacramento Monarchs | Guards: Kara Lawson, Chelsea Newton, Ticha Penicheiro, Kristin Haynie Guard-Forwards: Hamchetou Maiga-Ba Forwards: Nicole Powell, DeMya Walker, Rebekkah Brunson Forward-Center: Yolanda Griffith (Finals MVP) Center: Olympia Scott Cheftrainer: John Whisenant |

## WNBA Awards und vergebene Trophäen
| Auszeichnung                            | Spielerin               | Mannschaft          |
| --------------------------------------- | ----------------------- | ------------------- |
| WNBA Finals MVP Award                   | Yolanda Griffith        | Sacramento Monarchs |
| WNBA Most Valuable Player Award         | Sheryl Swoopes          | Houston Comets      |
| WNBA Defensive Player of the Year Award | Tamika Catchings        | Indiana Fever       |
| WNBA Most Improved Player Award         | Nicole Powell           | Sacramento Monarchs |
| WNBA Peak Performer                     | Sheryl Swoopes          | Houston Comets      |
| WNBA Peak Performer                     | Cheryl Ford             | Detroit Shock       |
| WNBA Rookie of the Year Award           | Temeka Johnson          | Washington Mystics  |
| Kim Perrot Sportsmanship Award          | Taj McWilliams-Franklin | Connecticut Sun     |
| WNBA Coach of the Year Award            | John Whisenant          | Sacramento Monarchs |

### All-WNBA Teams
Ab der Saison 2005 wurde neben den beiden All-WNBA-Teams auch ein All-Rookie-Team und zwei All-Defensive-Teams geehrt.
| All-WNBA First Team |                                 |
| Guards:             | Deanna Nolan – Sue Bird         |
| Forwards:           | Lauren Jackson – Sheryl Swoopes |
| Center:             | (SAC) Yolanda Griffith          |

| All-WNBA Second Team |                                            |
| Guards:              | (NYL) Becky Hammon – Diana Taurasi         |
| Forwards:            | Tamika Catchings – Taj McWilliams-Franklin |
| Center:              | Lisa Leslie                                |

### All-Rookie Team
| All-Rookie Team                                                                 |
| (SAC) Chelsea Newton – Kara Braxton – Katie Feenstra Tan White – Temeka Johnson |

### All-Defensive Team
| All-Defensive First Team |                                   |
| Guards:                  | Tully Bevilaqua – Katie Douglas   |
| Forwards:                | Tamika Catchings – Sheryl Swoopes |
| Center:                  | (SAC) Yolanda Griffith            |

| All-Defensive Second Team |                                          |
| Guards:                   | Alana Beard – Deanna Nolan               |
| Forwards:                 | Lauren Jackson – Taj McWilliams-Franklin |
| Center:                   | Lisa Leslie                              |